# Pontins Brean Sands
Das Pontins Brean Sands 1983 war ein einmalig ausgetragenes Snookerturnier im Rahmen der Saison 1982/83 ohne Einfluss auf die Weltrangliste (Non-ranking-Turnier). Das Turnier wurde vom 21. bis zum 27. Mai 1983 im Pontins Brean Sands Holiday Park in Burnham-on-Sea ausgetragen, einem Seebad im englischen Somerset. Sieger des Turnieres wurde der Engländer Tony Meo, der im Finale den Südafrikaner Silvino Francisco besiegte. Das höchste Break des Turnieres spielte Meos Landsmann John Virgo mit 119 Punkten.

## Preisgeld
Die sechs Teilnehmer konnten insgesamt ein Preisgeld von 9.000 Pfund Sterling gewinnen, von denen mit 3.500 £ über die Hälfte auf den Sieger entfiel.
|              | Preisgeld |
| ------------ | --------- |
| Sieger       | 3.500 £   |
| Finalist     | 2.000 £   |
| Halbfinalist | 1.000 £   |
| Gruppenphase | 750 £     |
| Insgesamt    | 9.000 £   |

## Turnierverlauf
Das Turnier fand zu einer Zeit statt, in dem der Freizeitparkbetreiber Pontins verschiedene Turniere in seinen Parks austrug, primär im walisischen Seebad Prestatyn, beispielsweise das Pontins Professional oder die Pontins Spring Open. Dieses Turnier fand nun im Pontins Brean Sands Holiday Park in Burnham-on-Sea in Somerset an der Künste des Bristolkanals statt. An dem nur einmal ausgetragenen Turnier nahmen insgesamt sechs Spieler teil, die für die erste Runde in zwei Dreier-Gruppen aufgeteilt wurden. In diesen spielten sie ein einfaches Rundenturnier aus, wodurch eine Abschlusstabelle entstand, deren beiden bestplatzierten Spieler ins Halbfinale vorrückten. Ab diesem wurde im K.-o.-System der Sieger ausgespielt. Die Gruppenspiele gingen dabei jeweils über neun Frames, das Halbfinale wurde dagegen im Modus Best of 9 Frames und das Finale im Modus Best of 17 Frames ausgetragen.

### Gruppenphase

#### Gruppe A
| Platz | Spieler           | Partien | S | N | Frames | Differenz | Punkte |
| ----- | ----------------- | ------- | - | - | ------ | --------- | ------ |
| 1     | Tony Meo          | 2       | 2 | 0 | 11:7   | 4         | 4      |
| 2     | Silvino Francisco | 2       | 1 | 1 | 9:9    | 0         | 2      |
| 3     | Jimmy White       | 2       | 0 | 2 | 7:11   | −4        | 0      |

| Spiel | Spieler 1         | Ergebnis | Spieler 2         |
| ----- | ----------------- | -------- | ----------------- |
| 1     | Tony Meo          | 36:36    | Jimmy White       |
| 2     | Tony Meo          | 45:45    | Silvino Francisco |
| 3     | Silvino Francisco | 45:45    | Jimmy White       |

#### Gruppe B
| Platz | Spieler      | Partien | S | N | Frames | Differenz | Punkte |
| ----- | ------------ | ------- | - | - | ------ | --------- | ------ |
| 1     | John Virgo   | 2       | 2 | 0 | 15:3   | 12        | 4      |
| 2     | John Spencer | 2       | 1 | 1 | 7:11   | −4        | 2      |
| 3     | Cliff Wilson | 2       | 0 | 2 | 5:13   | −8        | 0      |

| Spiel | Spieler 1    | Ergebnis | Spieler 2    |
| ----- | ------------ | -------- | ------------ |
| 1     | John Virgo   | 18:18    | John Spencer |
| 2     | John Virgo   | 27:27    | Cliff Wilson |
| 3     | John Spencer | 36:36    | Cliff Wilson |

### K.-o.-Phase
|  | Halbfinale Best of 9 Frames | Halbfinale Best of 9 Frames |          |                   | Finale Best of 17 Frames | Finale Best of 17 Frames |
|  |                             |                             |          |                   |                          |                          |
|  |                             |                             |          |                   |                          |                          |
|  | Tony Meo                    | 5                           |          |                   |                          |                          |
|  | John Spencer                | 4                           |          |                   |                          |                          |
|  |                             |                             | Tony Meo | 9                 |                          |                          |
|  |                             |                             |          | Silvino Francisco | 7                        |                          |
|  | John Virgo                  | 0                           |          |                   |                          |                          |
|  | Silvino Francisco           | 5                           |          |                   |                          |                          |
|  |                             |                             |          |                   |                          |                          |

#### Finale
Der Engländer Tony Meo hatte relativ knapp, aber ohne Niederlage, die Gruppenphase überstanden und im Halbfinale den Zweitplatzierten der anderen Gruppe, John Spencer, mit 5:4 nieder gerungen. Meos ärgster Konkurrent in der Gruppenphase war der Südafrikaner Silvino Francisco, der sich wegen einer 4:5-Niederlage gegen Meo und dank eines 5:4-Sieges über Jimmy White den zweiten Platz sichern konnte. Dies bedeutete aber, dass er im Halbfinale auf John Virgo treffen sollte, der die zweite Gruppe deutlich gewonnen hatte und dabei nur drei Frames abgegeben hatte. Doch Francisco siegte mit 0:5 und traf nun im Finale auf seinen Gruppengegner White.
White hatte den besseren Start und ging mit 3:0 in Führung, bevor sein Gegner ausgleichen konnte. Zwar ging White anschließend nochmals in Führung, doch Francisco drehte das Spiel zum Stande von 4:5 und konnte zwei weitere Male erneut in Führung gehen, nachdem White jeweils ausgeglichen hatte. Beim Stande von 6:7 gelang White erneut der Ausgleich und nun war er es, der in Führung. Mit einem 83:0 im 16. Frame sicherte er sich schließlich den 9:7-Gesamtsieg.
| Finale: Best of 17 Frames Pontins Brean Sands, Burnham-on-Sea, England, 27. Mai 1983                                |                |                   |
| Tony Meo | 9:7            | Silvino Francisco |
| 77:23, 71:36, 82:23, 12:56, 2:64, 16:64, 74:17, 49:70, 51:56, 75:13, 14:118 (118), 59:45, 58:59, 64:41, 62:53, 83:0 |                |                   |
| – | Höchstes Break | 118               |
| – | Century-Breaks | 1                 |
| – | 50+-Breaks     | –                 |

## Century Breaks
Während des Turnieres spielten zwei Spieler insgesamt drei Century Breaks:
- John Virgo: 119
- Silvino Francisco: 118, 116